# 川上久盛
川上 久盛（かわかみ ひさもり）は、江戸時代前期の武士。薩摩藩士。

## 生涯
慶長19年（1614年）、川上久林の次男として誕生。
兄で踊地頭・久如が26歳で早世し、その子である千徳丸（後の川上久処）が幼少であったため家督を継ぎ、代理として踊の地頭となった。寛永9年（1632年）、熊本藩2代藩主・加藤忠広が改易となった際、万一の加藤氏側の反抗に備え、踊の人数を率いて島津久元らと共に肥後国へ出張している。寛永16年（1639年）、千徳丸が元服すると踊の地頭を辞職し、家督も譲渡した。
元禄14年（1701年）、死去。